# Атрихорнис
Атрихорнис (Atrichornis clamosus) е вид птица от семейство Atrichornithidae. Видът е застрашен от изчезване.

## Разпространение и местообитание
Разпространен е в Австралия.